# Тессин, Карл Густав
Граф Карл Густав Тесси́н (швед. Carl Gustaf Tessin, greve Tessin; 5 сентября 1695[…], Стокгольм[…] — 7 января 1770[…], замок Окерё, Сёдерманланд) — шведский государственный деятель, политик и дипломат. Выдающийся коллекционер произведений искусства. Он был одной из самых известных личностей своего времени, выдающимся оратором, любителем искусств и ярким пропагандистом французской культуры в Швеции.

## Биография
Карл Густав родился 5 сентября 1695 года в Стокгольме в семье известного архитектора Никодемуса Тессина Младшего (1654—1728) и графини Хедвиг Стенбок (1655—1714). Семья отца была бюргерской, а матери — дворянской. Одна из его прапрабабушек по материнской линии была урождённой принцессой-герцогиней Брауншвейг-Люнебургской. Представители отцовской линии проявили себя в области искусства: они были известными рисовальщиками, живописцами и архитекторами.
У Карла Густава рано проявилась склонность к искусству, и по завершении своего образования он при поддержке королевы-матери Гедвиги Элеоноры Шлезвиг-Гольштейн-Готторпской и короля Карла XII отправился в поездку по Франции, Италии и Германии. Во время пребывания в Вене в 1718 году Тессин принял предложение Карла XII занять должность гоф-интенданта. Вернувшись на родину, он примкнул к сторонникам голштинской партии, которая на риксдаге 1723 года добилась для него должности председателя Малой секретной депутации.

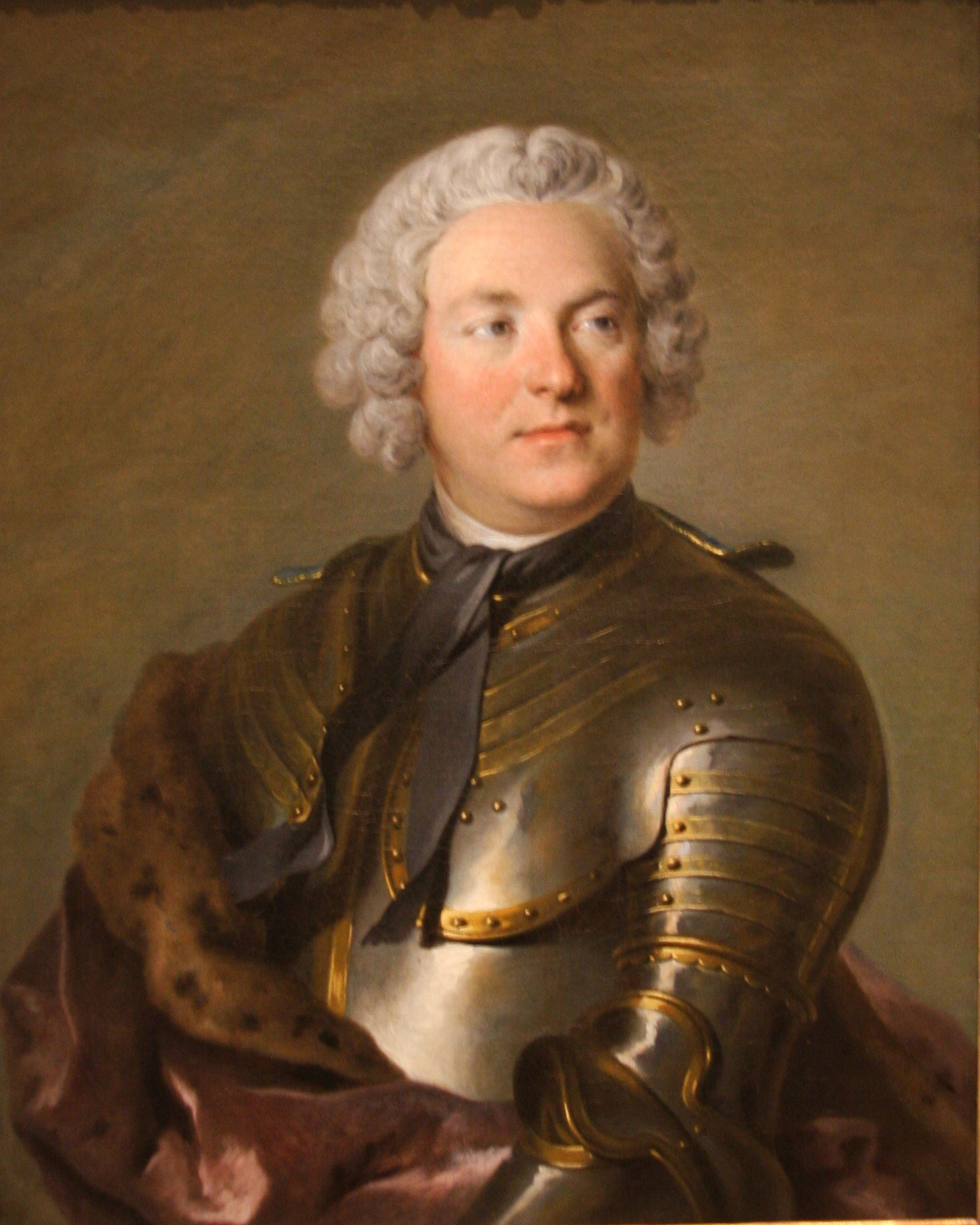
Л. Токке. Граф Карл Густав Тессин. 1741. Холст, масло. Национальный музей изобразительных искусств, Стокгольм

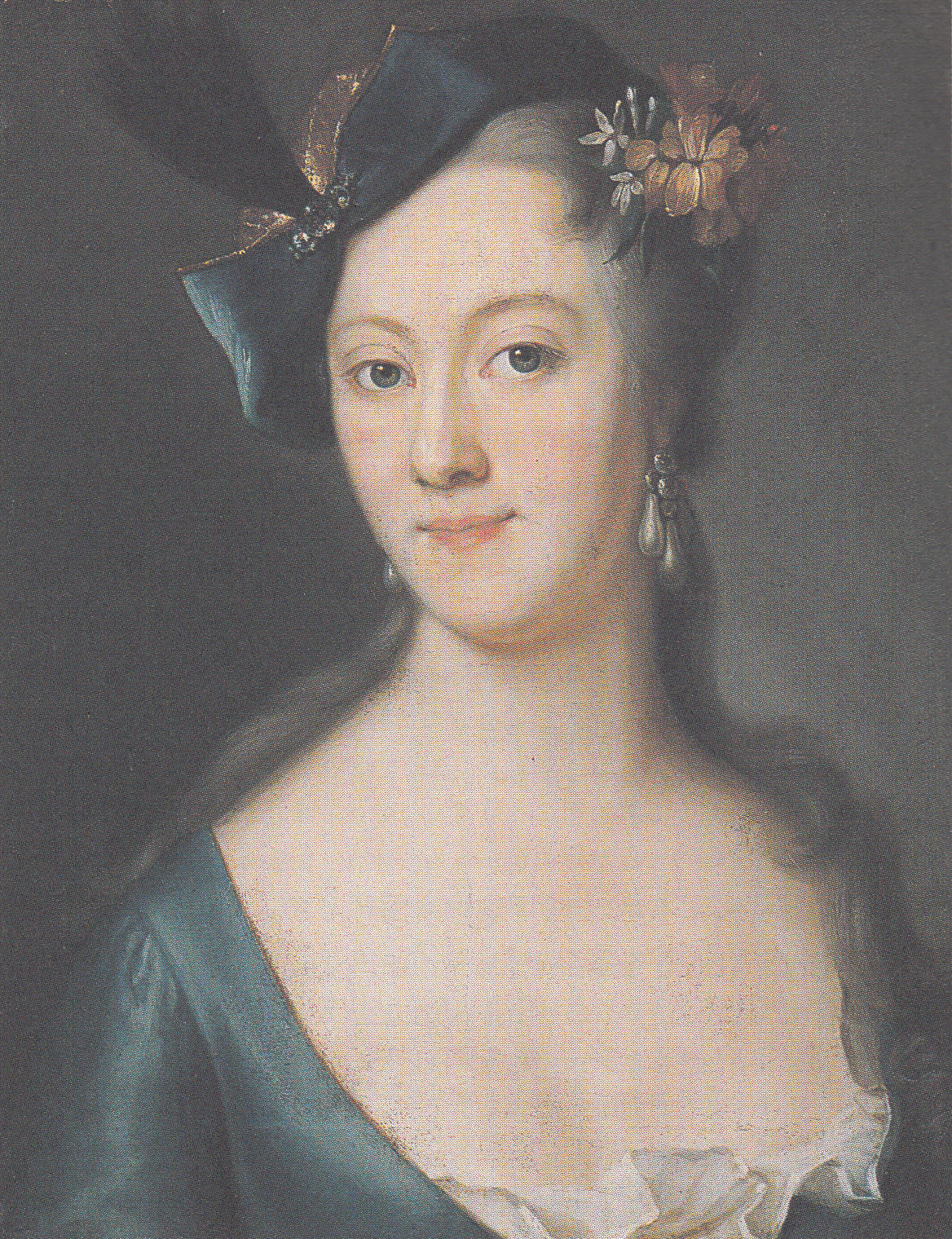
А. Мёллер. Портрет графини Ульрики Тессин, урождённой Спарре, супруги графа Карла Густава Тессина. 1736

Будучи членом голштинской фракции, которая продвигала притязания молодого герцога Карла Фридриха Голштинского на шведский престол. Став в 1724 году внештатным канцелярским советником, Тессин при содействии Арвида Горна вошёл в состав Секретной комиссии (sekreta kommission). После произошедшего между Горном и голштинской партией разрывом, тот в 1725 году отправил Тессина посланником в Вену, где он, однако, всеми силами противодействовал линии Горна во внешней политике. Будучи назначенным в 1728 году обер-интендантом всех королевских замков, зданий и садов в государстве, предпринял в 1728—1729 годах новую поездку за границу. Во время риксдагов 1726—1727 и 1731 годов Тессин яростно выступал против правительства, и его остроумие, красноречие и внушительная наружность сделали его одним из главных деятелей партии, впоследствии получившей прозвание партия «шляп». С 1735 по 1736 год он вновь был шведским послом в Вене, откуда год спустя был отозван. На риксдаге 1738 года он был избран лантмаршалом и в том же году внёс наибольший вклад в свержение правительства Хорна и приходу партии «шляп» к власти.
В 1739 году Карл Густав Тессин был назначен шведским посланником в Париже, где находился до 1742 года, пытаясь добиться поддержки Франции в надвигающейся войне с Россией. Там ему удалось заключить выгодный для Швеции торговый договор (1741). В 1741 году он был назначен членом риксрода и по возвращении в 1742 году из Парижа получил должность советника Государственной канцелярии.
Когда стал ясен неудачный для Швеции исход войны с Россией и против её зачинателей стало расти недовольство, Тессин в 1743 году подал в отставку с поста члена риксрода и потребовал справедливой оценки своей деятельности. В результате этого Секретный комитет дал им положительную оценку, а сословия призвали короля убедить его остаться в Совете.
В 1743 году избрание Адольфа Фредрика наследником престола вызвало обострение датско-шведских отношений, в связи с чем Тессин был направлен в качестве посла в Копенгаген, где ему удалось предотвратить назревающую войну.
В 1744 году он был отправлен во главе чрезвычайного посольства в Берлин, чтобы сопровождать в Стокгольм сестру Фридриха Великого, Луизу Ульрику, избранницу шведского наследного принца Адольфа Фредерика. Будучи членом молодого двора, Тессин быстро очаровал королевскую чету. Ему также удалось вывести наследного принца из-под влияния русской императрицы Елизаветы Петровны, которой Адольф Фридрих был обязан своим престолом, став королём Швеции в 1751 году, что существенно способствовало сохранению независимости Швеции.
В 1745 году Тессин стал канцлером Абоской академии, а также председателем Законодательной комиссии и обер-гоф-маршалом при дворе кронпринца. С 1747 года — президент Военной коллегии. В том же году он занял должность президента Канцелярии.
В 1751 году Тессин был назначен обер-маршалом королевы. В это время ему пришлось возглавить в Совете силы, выступавшие против планов придворной партии по усилению королевской власти, в связи с чем навлёк на себя немилость короля и был вынужден оставить место президента Канцелярии. В 1760 году Тессин во второй раз был назначен председателем Законодательной комиссии, но уже через год оставил все свои должности и провёл остаток жизни в своём имении Окерё в Сёдерманланде, где и скончался 7 января 1770 года.
Тессин был покровителем и другом художника Густафа Лундберга, с которым он познакомился ещё во Франции, а, вернувшись в Швецию, добился для него должности придворного художника.

## Коллекция произведений искусства
Карл Густав Тессин был известным в Европе коллекционером произведений искусства. Во время своей миссии в Париже он приобрёл множество картин и рисунков, в том числе 2000 рисунков на знаменитом аукционе 1741 года, где распродавалась знаменитая коллекция парижского финансиста Пьера Кроза.
Тессин дружил со многими французскими художниками и заказывал им картины и рисунки. К моменту отъезда из Парижа в 1742 году он собрал поистине впечатляющую коллекцию. Среди шедевров его собрания были «Триумф Венеры» Франсуа Буше, картины и рисунки Антуана Ватто, Жана-Батиста Удри, шесть произведений Жана-Симеона Шардена, а также «Портрет графа Тессина» Жака-Андре-Жозефа Аведа, на котором коллекционер изображён среди своих произведений искусства, книг и медалей. В числе рисунков — работы итальянских мастеров, таких как Доменико Гирландайо, Рафаэль Санти, Джулио Романо и Аннибале Карраччи. Среди североевропейских художников представлены Дюрер, Хендрик Гольциус, Рубенс, Рембрандт, Антонис Ван Дейк и многие другие. Французская часть коллекции включает рисунки Франческо Приматиччо и мастеров школы Фонтенбло, а также произведения Жака Калло и Никола Пуссена.
По возвращении в Швецию, будучи в долгах, он был вынужден продать часть своей коллекции королю Фредерику I, который передал их королеве Луизе Ульрике. Часть его коллекции произведений искусства с 1792 года находится в Национальном музее Швеции в Стокгольме, она составляет гордость и основу собрания произведений французского искусства шведского музея.
Коллекция графа Тессина была представлена в 2016 году на выставке «Сокровища Национального музея Швеции: коллекции графа Тессина» в Библиотеке и музее Моргана в Нью-Йорке.

## Семья
С 1728 года был женат на Ульрике Ловисе (Улле) Спарре (1711—1768), дочери члена риксрода Эрика Аксельссона Спарре.

## Награды
- Орден Чёрного орла (Королевство Пруссия, 1745)[12]
- Орден Полярной звезды, командорский крест (KNO1kl) (17 апреля 1748)
- Орден Серафимов (RoKavKMO) (17 апреля 1748)
- Орден Меча, командорский крест (KSO1kl)